# ذا كيور
ذا كيور (بالإنجليزية: The Cure)‏ هي فرقة روك إنجليزية، تم تكوينها في كرولي، غرب ساسكس عام 1976. واجهت الفرقة عِدة تغيرات؛ مع المُغني، وعازف الغيتار ومُلحن الأغاني الأساسي روبرت سميث فهو العضو الوحيد المنتظم في الفرقة والذي لم يغادرها قط. بدأت ذا كيور في نشر العديد من الأغاني أواخر السبعينات 1970 مع ظهور ألبومهم الجديد لأول مرة ثلاثة رجال خياليين؛ هذا بالإضافة إلى العديد من الحفلات الموسيقية الفردية والتي عزّزت مكانة الفرقة وجعلتها جزء أساسي من فرقة بانك روك (الروك الصاخب) وانتقالات فرقة نيو ويڤ (موجة جديدة) التي انتشرت في أعقاب ثورة بانك روك بالمملكة المُتحدة. وفي بوادر الثمانيات 1980، اقتبست الفرقة نوع الموسيقى ذي النغمة الحزينة والمتألمة من فِرقة غوثِك روك.
بعد إصدار أغنية بورنوغـرافي في الثمانيات عام 1982، كان مستقبل الفرقة غير موثوق منه، بينما كان هدف سميِث هو التخلص من السمعة السيئة السابقة التي اكتسبتها فرقته. وفي نفس العام تم إصدار الأغنية المُنفردة لنذهب إلى الفِراش، من هنا بدأ سميث في إدراج موسيقى البوب في موسيقى الفرقة مما أدى إلى زيادة شعبيتهم كما انتهى ذلك العقد بأغاني ناجحة مثل تماما مثل الجنة، وأغنية حب، وأغنية يوم الجمعة أنا واقع في الحُب. فكان مُتوقع للفرقة أن تبيع 27 مليون ألبوم كما حدث عام 2004 وأن تصدر ثلاثة عشر ألبوم، عشرة شرائط مسجلة بطريقة الـإي بي وما يزيد عن ثلاثين أغنية مُنفردة طوال تاريخها المِهني.

## التاريخ

### التكوين والسنوات الأولى (1973-1979)

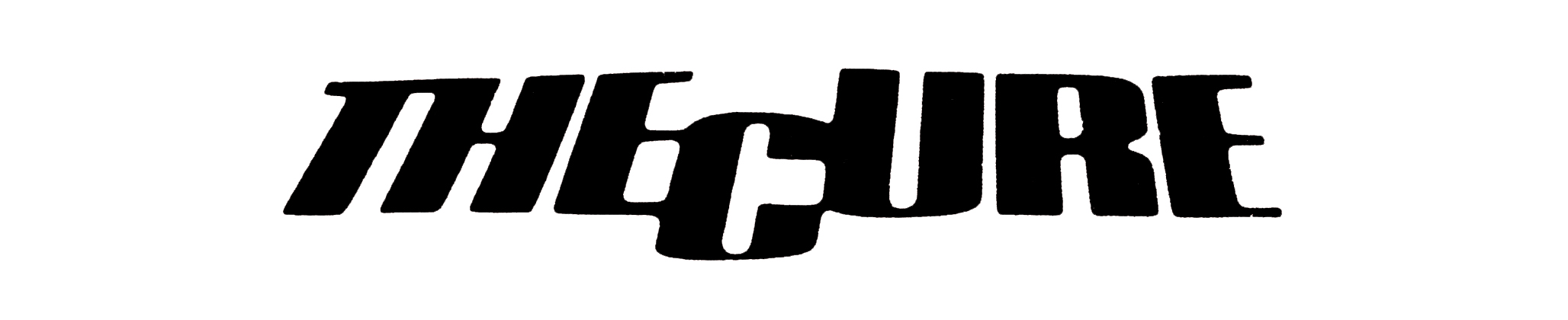
شعار ذا كيور السابق (1979-1982)

كان أول وجود فِعلي للفرقة وأول ما جعل لها كيان أوبليسك، حيث كوّن الفرقة مجموعة من الطُلاب بمدرسة نوترودام الإعدادية بمدينة كرولي في إنجلترا، غرب ساسكس. كان أول ظهور عام للفرقة في أداء كامل في شهر إبريل عام 1973، كان توزيع الفرقة وقتها كالآتي: روبرت سميث عازف على البيانو، مايكل ديمبسي عازف على القيثارة،لورانس تولهرست على الإيقاع، مارك سيكانو عازف القيثارة الرئيسي، وألان هيل على البيس جيتار. وفي يناير عام 1976 كان للفرقة شكلاً جوهريًا عندما أسس سيكانو الفرقة البريطانية ماليس مع سميث وديمبسـي بالإضافة إلى زميلين دراسة آخرَيْن من مدرسة القديس ويلفريد الكاثولوكية، فقد كان سيكانو عازف القيثارة الرئيسي، بينما كان سميث وديمبسي يتناوبان باعزف على البيس جيتار. ولكنه سريعًا ما غادر سيكانو وترك الفرقة، على الرغم من أن الحاجة إلى إنشاء فرقة جاز-روك فيوجن (تخلط بين موسيقى الجاز والروك) مستحيلًا وبحاجة إلى تعويذة سحرية. وفي يناير عام 1977 زاد التأثير أكثر وأكثر بسبب بزوغ موسيقى البانك روك؛ فقد ظل أعضاء فرقة ماليس يُعرفون باسم إيزي كيور. وبحلول ذلك الوقت، ألحق لول كلاً من سميث وديمبسـي من فرقة أوبليسك لقرع الطبول، هذا بالإضافة إلى عازف القيثارة الرئيسي  بورل ثومبسون. فقد قدمتا كُلا من ماليــس وإيزي كيور العديد من العروض الغنائية قبل أن يستقر سميث أخيرًا على دور المغني الرئيسي للفرقة في سبتمبر عام 1977.
وفي ذلك العام فازت فرقة إيزي كيور بمسابقة المواهب مع شركة التسجيل الألمانية هانسا، ونتيجة فوزها هذا فقد حصلت الفرقة على عقد تسجيل مع الشركة. إلا أنه على الرغم من تسجيل الفرقة بعض المقاطع لتلك الشركة، فإنه لم يتم إصدار أي شيء منها على الإطلاق. وتبعها بعض الخلافات في شهر مارس 1978 على الاتجاه الذي من المفترض على الفرقة اتخاذه. تم فسخ العقد مع شركة هنسا الألمانية. تدارك سميث ذلك قائلًا «وقتها كنا صغارًا جدًا. فقد كان باعتقادهم أنه من الممكن تحويلنا إلى فريق مراهق. في الحقيقة كانت رغبتم هي أن تجعلنا نواجه تلك الانقلابات ولكننا كنا نرفض ذلك دائمًا.» وفي مايو، خرج ثمبسون من الفرقة، بقيّ في الفرقة ثلاثة أعضاء فقط وأطلق عليها سميث اسمًا جديدًا هو ذا كيـور. فيما بعد وخلال ذلك الشهر، قامت الفرقة بتسجيل أول جلساتها الغنائية كثلاثية موسيقية باستوديوهات تشيستنت في ساسكس، والتي تم توزيعها فيما بعد كشرائط تجريبية على عدد كبير من شركات التسجيل. وصل أحد الأشرطة التجريبية إلى شركة بوليدور للتسجيلات الموسيقية حيث اكتشفت موهبة كريس باري، والذي غنى ذا كيور لأشرطته المُنشأة حديثًا لشركة فيكشن-وزّعتها شركة بوليدور- في سبتمبر 1978. أصدرت ذا كيور أغنيتهم المُنفردة قتل عربي لأول مرة في ديسمبر 1978. في شركة سمول وندر (الأعجوبة الصغرى) كشريط بديل ومؤقت حتى تنتهي شركة فيكشن من توزيع التنظيمات مع بوليدور. كانت تحمل أغنية قتل عربي في جعبتها نوعًا من التهليل والمرح بالإضافة إلى بعض المُناظرات: بينما أدّى عنوان الأغنية المنفردة إلى الاتهام بالتفرقة العُنصرية، فإن تلك الأغنية في الحقيقة قائمة على وجود فِعلي وهي رواية الغريب للكاتب الفرنسي الجزائري ألبرت كامو. قامت الفرقة بتقديم شِعار الشركة والذي يُنكر أي معنى أو مفهوم للتفرقة العُنصرية تحمله الأغنية المُنفردة والتي تم إصدارها من جديد عام 1979 لشركة فيكشن. ففي المقال الذي تم نشره في جريدة إن إم إي الخاصة بأخبار الموسيقى عن الفرقة يصف ذا كيور بأنها «مثل هواء الضواحي المُنعش الذي يطغى على ضباب المركبات وقاعات النوادي والحانات»، ولاحظ مع جلسات جون بيل الموسيقية والكثير من لندن الذين يعملون على برامجهم الموضوعة، بينما يترقب البعض ما ستكون عليه ذا كيور وهل ستظل محتفظة  بمُتعة الحياة أم لا.
أطلقت ذا كيور ألبومها ثلاثة أولاد خياليين لأول مرة في مايو 1979. وبسبب عدم خبرة الفرقة بنظام الاستديو قام كلا من باري والمهندس مايك هيدجز بتولي مسؤولية التحكم في التسجيلات. كانت الفرقة غير سعيدة بهذا الألبوم خاصة سميث؛ وفي لقاء 1987، أقرّ سميث قائلًا «الكثير من تلك التسجيلات كانت سطحية، ولم ترُق لي في هذا الوقت على الإطلاق. كان هُناك انتقادات عديدة والتي جعلتها غير هامة، فقد أعتقدت بأن كل تلك الانتقادات صحيحة وصادقة فلا إثم عليها. وكذلك عندما أنتجنا تلك التسجيلات، كنت أرغب في جعلها شيء قيّم يبدو أكثر جوهرية». وفي يونيو تم إطلاق ثاني أغنية مُنفردة للفرقة والتي هي باسم الأولاد لا يبكون أبدًا باشرت ذا كيور عملها كفرقة مساندة لاستديو جوين هاندس (أيدي مترابطة) التابع لفرقة سيوكسي آند بانشيز في رحلة ترويجية إلى إنجلترا، شمال أَيْرلَنْدا ويلز في الفترة ما بين شهري أغسطس وأكتوبر. فقد أظهرت تلك الجولة لــسميث حجم الشغل والجهد المُضاعف كل ليلة من خلال أدائه مع ذا كيور وكونه عازف قيثارة مع فرقة بانشييز، عندما خرج جون مكاي من المجموعة. كان لتلك التجربة الموسيقية تأثير قوي عليه: "أول ليلة على المسرح مع فرقة بانشيز كنت مندهشًا بمدى الطاقة التي كنت أمتلكها حينما كنت أعزف ذاك النوع من الموسيقى لأول مرة. فقد كانت مختلفة تمامًا عما كنت أعزفه مع فرقة ذا كيور. فقبل هذا، كانت إرادتي هي مُحاكاة فرقة مثل بوزكوس أو إلفيس كوستيلو؛ هوس البيتلز –فرقة روك آند رول بريطانية-. فكوني عضو في بانشيز قد غيّر حقًا من تصرفاتي وما كنت أفعله سابقًا.
أمّا الأغنية الثالثة المُفردة للفِرقة، وهي القفز إلى قطار شخصٍ آخر فقد تمّ إطلاقها في أوائل شهر أكتوبر عام 1979. ولكن بعدها سرعان ما خرج ديمبسي من الفرقة بسبب قبوله الفاتر لكل ما يكتبه سميث للألبوم المُقبل. التحق ديمبسي بفرقة أسسوسيشن (المُعاونين)، بينما التحق بفرقة ذا كيور كلا من سيمون غالوب عازف على البيس جيتار وماثيو هارتلي (عازف لوحة المفاتيح الموسيقية) من فرقة ماجبيز. قامت فرقة أسسوسيشن بتقديم جولة موسيقية كفرقة مساندة لكلاً من ذاكيــور وذا ياشونز في المستقبل كانت عروض المسلية في إنجلترا في الفترة ما بين شهر نوفمبر وديسمبر، كانت الثلاث فِرق على قائمة الفِرق التي تعاقدت معهم شركة فيكشن للتسجيلات الموسيقية- فقد أدت ذا كيور أغاني جديدة لمشروع الألبوم الثاني. ولكنه من جهةٍ أخرى فإن كثير من أعضاء الفرقة قد انفصلوا عنها ولن يتبقى بها سوى: سميث، وتولهرست، وديمبســي، وغالوب، وهارتلي وتومبسون، مع مُغني الخلفية كعائلة متجانسة ومُنسّقة، ومغني الفريق الأساسي بالإضافة إلى فرانكي بيل ساعي البريد الخاص بالفرقة، فأطلقت الأغنية المُنفردة فونوغراف في ديسمبر امتدادًا لاسم كالت هيرو (بطل شعبي).

### مرحلة الفن القوطي المتقدمة (1980-1982)
بسبب عدم سيطرة الفرقة وإبداعها في ألبومها الأول، فقد بذل سميث جهدًا عظيم وكان له تأثير رائع على الفرقة في الألبوم الثاني سبعة عشر ثانية، والذي أنتجه بمساعدة مايك هيدجز. تم إطلاق الألبوم عام 1980 ووصل لرقم 20 على قائمة الأمم المتحدة للأعمال الموسيقية. أما الأغنية المُنفردة من ألبوم غابة ، فقد حققت نجاحًا عظيمًا وأصبحت أغنية الفرقة في المملكة المُتحدة متصدرة المركز الأول ووصلت لرقم 31 على قائمة الأغاني المُنفردة. فقد كان انطلاق الألبوم وارتفاعه إلى تلك النقطة؛ حيث يصفا هيدجز بأنه «كئيب ومثير للذكريات والعواطف ومختلف تمامًا عن أغنية ثلاث شباب خياليين.» ففي مقال مجلة إن إم إي للأعمال الموسيقية عن أغنية سبعة عشر ثانية، قائلًا «بالنسبة لمجموعة صغيرة مثل ذا كيور، فإنها تبدو مثيرة جدًا ومدهشة، حيث أنهم تمكنوا من نشرها في أماكن كثيرة في فترة قصيرة».
وفي نفس الوقت كان سميث مندهشًا تمامًا وقلقًا بشأن الصورة المُعاكسة المزعومة؛ أعرب سميث عن استيائه من الصورة المنعكسة قائلًا أنه قد فاض به من تلك الصورة المزعومة والتي يعتقدها البعض حيث أنها تنكر صراحتهم تماما، وصرح قائلًا «علينا أن نقلع عن ذلك الشيء المدعو الصورة المُعاكسة والتي لم نصنعها حتى في أول مكان ذهبنا إليه. فهي تبدو وكأننا نحاول أن نكون أكثر غموضًا. ولكنه فقط لم يروق لنا مستوى موسيقى الروك. فإن الأمر كله الآن خارج السيطرة». وفي نفس العام قد تم إعادة هيكلتهم للسوق الأمريكية مثل أغنية الأولاد لا يبكون أبدًا، مع العمل الفني الجديد وتعديل قائمة المقاطع الموسيقية. حيث بدأ انطلاق فرقة ذا كيور لأول رحلة عالمية لهم وذلك لتعزيز وترقية الإصدارين الذَيْن تم إطلاقهم، وفي نهاية الرحلة غادر ماثيو هارتلي الفرقة. قال هارتلي "لقد أدركت أن المجموعة كانت تتجه إلى ذاك النوع من الموسيقى وهو الانتحاري الكلاسيكي، وهو من الأشياء التي لم تُثر انتباهي على الإطلاق.
اجتمعت الفرقة مرة ثانية، وفي هذه المرة كانت تتوق لإنتاج ألبومهم الثالث، الوفاء (1981)، والتي تؤيد وتناصر حالة المزاج القاسية التي تحتويها أغنية سبعة عشر ثانية. وصلت تلك الأغنية إلى رقم 14 على قائمة جداول المملكة المُتحدة. اشتملت نُسخ من أشرطة الكاسيت لأغنية الإيمان ومقاطع موسيقية من أغنية «كارناج فايزور»، فيلم رسوم مُتحركة تم عرضه بدلاً عن العرض الافتِتاحي لرحلة الصور الخاصة بالفرقة عام 1981. وفي نهاية عام 1981 أصدرت الفرقة أغنية مُنفردة وليس ألبومًا كاملاً وهي أحيانًا شارلوت. وعند هذه النقطة، فإن الجو الكئيب للموسيقى له تأثير عميق على أداء الفرقة. كانت ترفض الفرقة طلب البعض للأغاني القديمة أثناء حفلاتهم الموسيقية، وفي أحيان كثيرة كان يبدو على سميث ملامح القلق تجاه أشخاص الروايات المسرحية التي يعرضها على المسرح وخوفه من أن يغادر في النهاية وتسبِقهُ دموعَه.
وفي عام 1982 قامت ذا كيور بتسجيل الأغنية المُنفردة بورنوغرافــي ، الألبوم الثالث والأخير للحن ثُلاثي مُبالغ في إثباط الهمة والذي وطّد مكانة الفرقة كمموِّن لفرقة غوثك روك الناشئة. وقال سميث «كنت أُعَانِي الكثير من الضغوط الذهنية أثناء تسجيل أغنية بورنوغرافي ولكن هذه الضغوط لم يكن لها تأثير على المجموعة، كان لها تأثير على هيئتي فقط وما كنتُ أبدو عليه، عمري وحالتي. فأعتقد بأنه قد بلغ بي الحال إلى أسوأ درجة ممكنة عن بورنوجرافي. أتطلع للخلف ويُحضر الآخرين ويسألهم عن أرائِهم ورؤيتهم لما حَدَث. كنت شخصًا شديد البشاعة وقتها». وصف غالبوب الألبوم قائلاً: «تولت العدمية الأمر [...] غنينا. لا يهم إذا مِتنا جميعًا وهو ما أعتقدناه تمامًا وتملّك إحساسنا في ذلك الوقت»." كان باري قلقًا بشأن هذا الألبوم لعدم احتوائِه على أي أغنية من الممكن أن تجذب الناس وتُثير إعجابهم على الراديو، وطلب من سميث والمُنتج فيليب ثورونالي أن يُعيد تَحسين مسار الفرقة ويُعد مقطع "الحديقة المعلقة" لإصدارها كأغنية مُنفردة. ولكن على الرغم من المخاوف لهذا الألبوم والذي يُعد غير تجاري، أصبحت بورنوغرافي أول أغنية للفرقة تصل إلى أفضل عشر أغاني في المملكة المُتحدة، حيث احتلت المرتبة التاسعة. تبع إصدار بورنوغرافي جولة صريحة من أربعة عشر دقيقة وتخلصت الفرقة أخيرًا من وجهة النظر تلك عن الصورة المُضادة وأقرّت لأول مرة إظهار علامتهم التجارية الكُبرى: شعر طويل، ووجوهَهُم مُلطّخة بأحمر الشفاه. أظهرت الرحلة أيضًا سلسة من الوقائع حيث شجّع سيمون غالوب على ترك ذا كيور في نهاية الرحلة. لم يتحدث كُلا من غالوب وسميث إلى بعضهم بعض لمدة ثمانية عشر شهرًا عقب رحيله.

### النجاح التُجاري المُبكر (1983–1986)
مع رحيل غالوب عن الفرقة وعمل سميث مع فرقة سيوكسي آند ذابانشيز قد انتشرت الاشاعات بأن ذا كيور قد انتهت ولم يعد لها وجود. وفي ديسمبر 1982، أشار سميث لمجلة ميلودي ميكر عندما سُئِل «هل مازال هناك حقًا أي تواجد فِعلي ل ذا كيور؟ كنت أفكر وأسأل نفسي هذا السؤال [...] ولكن التفكير أدّى بي إلى النقطة التي لا أحب العمل فيها وهو تكوين الفرقة من جديد.» وأضاف قائلًا «مهما يحدُث لن يكون أنا، فإن لورانس وسَيْمون مازالا معًا على أي حال. أعلم ذلك جيدًا».
كان باري قلقًا على حالة الفرقة الأولى للشركة، وأصبح مقتنعًا تمامًا بأن الحل الوحيد لذا كيور هو استعادة أسلوبها في الموسيقى من جديد. تمكن باريي من إقناع تولهارست بالفكرة؛ فقال له "هذا كله إغراء روبرت لأنه يريد تحطيم الفرقة والقضاء عليها بأي وسيلة ممكنة." يعزف تولهارالآن على لوحة المفاتيح الموسيقية بدلا عن قرع الطبول، وفي أواخر عام 1982 تم إطلاق لحن الأغنية المُنفردة لنذهب إلى الفِراش. بينما كان يكتب سميث الأغنية المُنفردة وكأنها شيء ينوي استخدامه مرة واحدة ثم يتخلص منه، كانت تلك الأغنية في نظر الصحافة أغنية بوب "حمقاء"> لم تحقق تلك الأغنية أي نجاح حقيقي في المملكة المتحدة، حيث كانت رقم 44 على قائمة الأغاني المُنفردة. ولكن تَبِعها أغنيتان ناجِحتان عام 1983: القائمة على سينثيسايزر (جهاز موسيقي يصدر الأصوات إلكترونيا) والتي هي باسم السَيْر (رقم 12)، وحب القطط، والتي أصبحت على قائمة أفضل عشر أغانٍ بريطانية ناجحة، لذلك وصلت لرقم 7 على القائمة. أصدرت المجموعة هذه الأغاني الاحترافية وأغانيهم الأقل أهمية كألبوم متكامل همسات يابانية "، والتي صممها سميث للسوق الياباني فقط، ولكنها انتشرت عبر العالم بأثرِه بناءً على قرار شركة التسجيل المُتعاقد معها. وفي نفس العام، قام سميث أيضًا بتسجيل وتقديم عرض مسرحي مع فرقة سيوكسي آند ذابانشيز، شارك في الفرقة كعازفًا على القيثارة في المقطوعة الحالمة تُعزف في الليل ذات طبيعة حالمة ومنظر ليلي) ألبوم وفيديو. ومن جانب آخر فقد سجّل سميث ألبوم شروق الشمس مع عازف البيس جيتار لفرقة بانشيز ستيفن سيفرين مثل ذا غولف، بينما أنتج لول تولهارست أول أغنيتيْن مُنفردتين لهم وأول ظهور لألبوم الفرقة الإنجليزية كان باسم وأيضًا الأشجار.
أطلقت ذا كيور ألبوم ذا تُوبّ عام 1984، بصفةٍ عامة، هو نوع من الموسيقى الذي يُحاكي حالة الهلوسة حيث لعب سميث على جميع الآلات

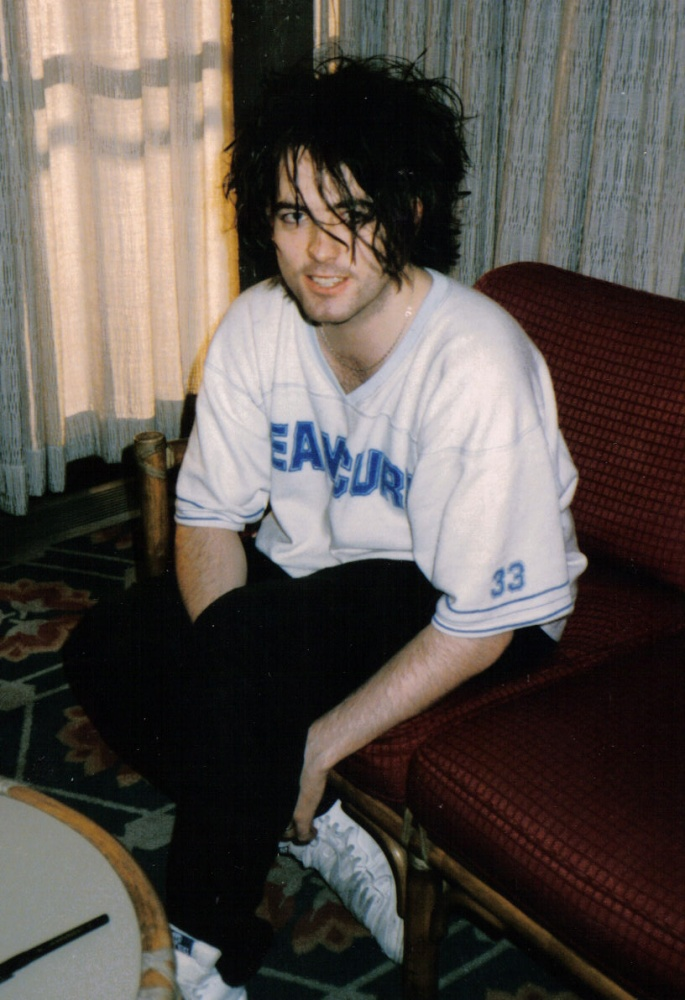
سميث عام 1985

الموسيقية عدا الطبول - كان يقرعها آندي أندرسون- والسكسوفون- التي كان يلعب عليها بورل ثومبسون والذي عاد للفرقة بعد غيابٍ طويل. كان الألبوم يتصدر المرتبة العاشرة في المملكة المتحدة في الألبومات الأكثر بهجة ونجاحًا وكان أول ألبوم محترف يصل إلى بيلبورد 200 في الولايات المتحدة فوصل لرقم 180 على القائمة. أثنى صانع اللحن على الألبوم «كحزماوي متعصب لا يمكن أن تؤرّخ» أثناء التأمل والتفكر «لم أقابل أي شخص بعد يمكنه لماذا تتميز ذا كيور بأغانيها المُبهجة والتي يحتويها التاريخ الآن» استمرت ذا كيور في مُباشرة عملها على مستوى العالم وجولاتها الغِنائية مع تومبسون، وآندروز، والمُنتج، وعازف البيس جيتار على المسرح. وفي أواخر عام 1984 قامت الفرقة بنشر أول ألبوم مُباشر لها، تحتوي الحفلة الموسيقية على مؤديين من تلك الجولة الموسيقية. وقبل أن تنتهي الجولة، تمّ طرد آندرسون بسبب تدميره لحجرة الفندق واستبداله ب بوريس ويليمز. كما غادر ثورنالي الفرقة أيضًا بسبب قلقه من تلك الجولات الغنائية. على من أن عرض عازف الموسيقى لم يكن شاغرًا لفترة طويلة، أمّا بالنسبة لغاري بيبيدلز وهو طاقم الطريق الذي كان يسافر معهم دائمًا ويساعدهم في تفكيك وتركيب الأجهزة الموسيقية فقد بذل أقصى ما في وِسعة في لَمّ الشمل بين كُلاً من سميث والموسيقار السابق سيمون غالوب، والذي كان يعزف في فرقة فولز دانس. وسريعًا بعد أن انتهى الخِلاف وتصالح الاثنين، طلب سميث من غالوب أن ينضم للفرقة مرة أخرى. كان سميث سعيد ومُبتهج بعودة غالوب للفرقة مرةً أُخرى، حيث صرّح لجريدة ميلودي ميكر قائِلا «إنها مجموعة أخرى».
وفي عام 1985 كانت يمثل الفرقة وكيانها سميث، وتولهارست، وغالوب، وثامبسون، وويليمز؛ فأنتجوا معًا أغنية الرئيس على الباب وهو الألبوم الذي بين التفاؤل والتشاؤم في آنٍ واحد لموسيقى الفرقة بين ما غيروه سابقًا. وصل ألبوم «الرئيس على الباب» إلى رقم 7 في المملكة المُتحدة، فكان ذلك هو أول دخول للفرقة في قائمة أفضل 75 ألبوم في أمريكا ليكون رقم 59، ينسب ذلك النجاح الباهر نوعًا ما إلى تأثير خاصية الفيديو والتي تسمح بِمُضاعفة مدة التسجيل للأغنيتين المُنفردتين: ما بين الأيام وقريبٌ مني. بعد ذلك الألبوم والجولة الموسيقية، قامت الفرقة بعملية جديدة وهي تجميع الأغاني المُنفردة الوقوف على الشاطئ في ثلاث تصميمات، كل تصميم له مسار استماع مختلف واسم مُخصص له، كان ذلك عام 1986. استدعى هذا التجميع القمة ال50 للولايات المُتحدة، فرأوا بأن عليهم إعادة إصدار ثلاث أغانٍ سابقة وهم: «الأولاد لا يبكون» (في شكلٍ جديد)، «لنذهب إلى الفِراش»، ومؤخرًا، «أحيانًا شارلوت». كان هذا الإصدار مزيجًا من تسجيل فيديو منزلي ودمج قرص ليزري يُدعى التحديق في البحر، حيث عرض فيديو تسجيلي لكل أغنية من الأغاني المُنفردة التي تمّ تجميعها. قامت ذا كيور بعمل رحلات موسيقية لتدعم ذلك ولتطلق حفلات حيّة من خلال مشاركة تلك الفيديوهات المنزلية والتي تمّ تصويرها كفيلم سينمائي في جنوب فرنسا والتي يُطلق عليها ذا كيور في أورانج. أصبحت ذا كيور في هذا الوقت مشهورة جدًا ولها شعبيتها في أوروبا (خاصةً فرنسا، وألمانيا، وبلاد «بنلوكس») فضلاً عن ازدياد شعبيتها في الولايات المُتحدة الأمريكية.

#### أعطني قُبلة، أعطني قُبلة ونجاحها على المُستوى العالمي (1987-93)
في عام 1987، أصدرت الفرقة أغنية مُنفردة وهي أعطني قُبلة، أعطني قُبلة وكان ظهورها لأول مرة مُختار بِدِقّة. حيث وصلت لرقم 6 في المملكة المُتحدة، والقمة العاشرة في العديد من الدول حيث احتلت المركز الخامس والثلاثين (حبث رفع قدرها كعنصر معدني نفيس). فعكس ذلك اتجاه الفرقة السائد حينها وزاد شعبيتها. الألبوم الثالث للأغنية المُنفردة «فقط أحب السماء»، كانت أكثر أغنية مُنفردة حققت نجاحًا في تاريخ الولايات المُتحدة، حيث كانت أول دخول لهم في بوليدور القمة ال40. أنتج الألبوم ثلاث أغنيات مُنفردات أخرى. أغنية «كاتش» والتي كانت قائمة على خطاب كتبه سيلفستر ستالون في فيلم (روكي 2) عندما كانت تُمثل تاليا شاير شخصية أدريان مُغمى عليها في غيبوبة. بينما كان يقرأ روكي القصيدة التي كتبها لأجلها. بعد إطلاق الألبوم، باشرت الفرقة عملها في عقد حفلات موسيقية عل هيئة جولات وكانت ناجحة جدًا. أثناء قائمة رحلات أوروبا، كان إسراف لول تولهارست في تناول الكحول يتعارض مع قدرته في أداء عمله، لذلك كان يستدعيه عازف لوحة المفاتيح الموسيقية روجر أودونيل ليقف مكانه عند تقديم أي عرض يحتوي على موسيقى تُحاكِي حالة الهلوسة.
أطلقت ذا كيور ألبوم ديسنتجريشن عام 1989، والذي أثنى عليه النُقاد كثيرًا وأصبح أكثر ألبوم تمّ نشره في التاريخ، فقد احتل المرتبة الثالثة في المملكة المُتحدة والمرتبة الثالثة من حيث برُوزِه في القمة الثلاثين للأغاني المُنفردة في المملكة المُتحدة وألمانيا. «التهويدة» -وهي أغنية مُنفردة تُغري الطفل بالنوم-، أغنية حب وصورٌ عنك. كما وصلت أغنية ديسنتجريشن إلى رقم أحد عشر على القوائِم الأمريكية. كانت «جاذبية الشارع» أول أغنية مُنفردة في الولايات المُتحدة، حيث وصلت إلى رقم واحد على قائِمة الروك، ولكنه سريعًا ما تضائل نجمها عندما حصلت الأغنية الأمريكية المُنفردة (أغنية حب) على المرتبة الثانية على قائمة موسيقى الروك الأمريكية (فكانت الأغنية الوحيدة التي تمّ إذاعتها في القمة العاشرة للولايات المُتحدة). وبحلول 1992، تمّ بيع ما يقرب من ثلاث ملايين نسخة على مستوى العالم.
أعطت الفرقة إنذارًا ل ثميث أثناء جلسات تسجيل (ديسنتجريشن): بأنه إذا لم يغادر تولهارست الفرقة فسيغادرون هُم. وفي فبراير عام 1989، كان خروج تولهارست حديث الصحافة الرسمي والإعلانات؛ فنتج عن هذا أن يكون روجر أودونيل عضو أساسي في الفرقة كما ترك سميث ليكون هو مؤسس ذا كيور الوحيد الذي لم يغادر الفِرقة بعد. حيث نسب سميث فَصْلّ تولهارست من الفرقة بعدم قدرته على بذل مجهول فضلاً عن إسرافه في تناول الكحوال، واختتم حديثه قائلًا «إنه كان يُعارض كل شيء نُرِيده»." فكان بمثابة الضرر أو الخطأ لكل شيء نفعله؛ ولأنه كان لا يزال على قائِمة الرواتب والأجور أثناء تسجيل (ديسنتجريشن)، لاتمّ إنشاء حساب له في قائِمة الملاحظات على الألبوم كعضو أساسي موسيقار آخر. كما تمّ إدراجه كمساعد للكاتب في كل أغنية من أغاني الألبوم؛ على الرغم من أنه منذ اكتشاف عدم مُشاركته في شيء على الإطلاق في الألبوم وفي الأداء ولا سيّما الكتابة، باشرت ذا كيور عملها وواصلت جولاتها الموسيقية الناجحة والتي كانت تُسَجلها هذه المرة في استديوهات الولايات المُتحدة. وفي السادس من سبتمبر عام 1989، قامت ذا كيور بأداء "فقط مثل السماوات" في حفلة توزيع الجوائز على القناة الفضائية إم تي في في حفلة عالمية بلوس أنجلوس.
في مايو 1990، خرج روجر أودونيل من الفرقة وتم استبداله ب بيري بامونت. المُتخصص التِقَني للقيثارة ودقائِقُها. وفي شهر نوفمبر، قامت ذا كيور بإطلاق مجموعة من الريمكس (مصطلح يُشير إلى مجموعة واسعة من إعادة وضع سياق المحتوى في قائمة جديدة للوسائط مثل الأصوات والفيديوهات) والتي تُسمى (ميكست آب). الأغنية الجديدة الوحيدة في الألبوم كانت «ليس كافٍ أبدًا» والتي تمّ إطلاقها أيضًا كأغنية مُنفردة. في عام 1991 تمّ مُكافأة ذا كيور في "حفلة بريت لتوزيع الجوائِز" لكونها أفضل مجموعة بريطانية. وفي نفس العام، 1991، قام تولهارست برفع قضية ضَدّ سميث ومجموعة المُسَجِلِين لعدم دفعهم المال تقديرًا للمجهود الذي بذله، وادعى اشتراكه مع سميث في ملكيته لاسم «ذا كيور»؛ أُصدر الحُكم في سبتمبر عام 1994 لصالح سميث. وبعد أن أخذت الفرقة فترة نقاهة من تلك القضية عادت لمُباشرة عملها في الاستوديو وتسجيل ألبومها التالي. وصلت أغنية ويش –رغبة- إلى رقم واحد في المملكة المُتحدة ورقم اثنين في الولايات المتحدة ولكنها أخلت مكانها للأغنيتين العالميتين «هاي» و«الجمعة أنا واقعٌ في الحُب». باشرت ذا كيور عملها أيضًا أثناء «جولة ويش» مع كرانس، وهي فِرقة بريطانية موسيقية؛ أطلقوا ألبوم «شو» (في سبتمبر 1993) وباريس (أكتوبر 1993). كنموذج ترقية مبذول مع سلسلة موسيقة أوربريس في المملكة المُتحدة، تم إصدار عدد محدود من نوعية تسجيل جديدة (إي بي) تحتوي على مقاطع موسيقية لم يتم إدراجها في النسخة النهائية من جلسات «ذا ويش». أطلق عليها عنوان (أماني مفقودة)، حيث تمّ توجيه العائدات المادية لأشرطة النُسخة الرابعة كتبرُعات للجمعيات الخيرية. وفي عام 1993، تمّ ترشيح الفرقة للجائِزة الألمانية كأفضل ألبوم موسيقي بديل؛ ألبوم ويش.
وفي السنوات ما بين إطلاق ألبوم ويش وبداية الجلسات التسجيلية لألبوم الفِرقة القادم، تغيّر ترتيب أعضاء الفريق مرة أخرى. حيث غادر تومبسون الفرقة مرة أخرى عام 1993 ليكون عضوًا في فِرقة ليد ذا بلين وعازفًا مع أعضائِها: روبرت بلانت، وجيمي بيج بشأن لد زبلين؛ فتولّى بامونت منصب عازف القيثارة الرئيسي للفرقة. كما غادر بوريس ويليمز أيضًا الفرقة، وتمّ استبداله ب جاسون كُوبر (سابقًا لقصة حياتي)

### المرحلة الانتقالية (1994-98)
بدأت جلسات تسجيل الألبوم الجديد عام 1994 بِحضور روبرت سميث وبامونتي فقط؛ انضمّ هذين الاثنين بالفرقة عن طريق غالوب (والذي كان يُعاني من مشاكل صِحية ولكنه تعافى منها) وروجر أودونيل، الذي طُلب منه الانضمام إلى الفرقة مرةً أخرى في أواخر 1994. قامت ذا كيور بأداء أغنية «بيرن» في فيلم الغراب و«أغنية دريد» وهي الأغنية التي تُجسد الموضوع الأساسي لفيلم «القاضي دريد»، حيث كان يُمثل سيلفستر ستالون دور البطولة. ولم يتمّ إنتاج ذلك في ألبوم الفرقة حتى 2004 في ربط النقاط بعضها ببعض: التي ليست ذات أهمية & النادرة 1978-2001 (ذا فيكشن ييرس).
أُطلق ألبوم مزاج واسع مُتقلِب عام 1996 ولكن تأثيره على الجمهور كان ضعيفًا مُقارنة بألبومات الفرقة السابقة وكان بمثابة الإشارة إلى انتهاء مجد الفرقة التجاري الذي حققته. وفي بوادر عام 1996، قامت الفرقة بتقديم عرض في مهرجان أمريكا الجنوبية، وتَبِعه جولات مُوسيقية حول العالم لدعم الألبوم. وفي عام 1997 أطلقت الفرقة جالور، وهو ألبوم يحتوي على جميع أغاني الفرقة المنفردة، تمّ إطلاقه ما بين 1987 و1997. هذا بالإضافة إلى الأغنية المُنفردة الجديد رقم خاطئ، والذي كان يُعرض لفترة طويلة ديفيد بوي عازف القيثارة ريفيز. شارك جابريلز أيضًا في مهرجان الراديو الأمريكي كعازف قيثارة غير أساسي؛ مستضافًا على المسرح في أغنية «رقم خاطئ». شاركت الفرقة أيضًا في ألبوم المُوسيقى التصويرية لفيلم «الملفات المجهولة» وهو فيلم روائي، بالإضافة إلى مجموعة ألبومات مُسجلة إلكترونيًا مثل ديبيتش مُود كألبوم خيري للجماهير مع تغطيتهم ل العالم في عَيْنَيّ.
وهناك موسيقى تصويرية أخرى ظهرت مع أغنية "شاهد سقوطي" (ظهرت مؤخرًا في أشكال مختلفة لألبومات الفرقة القادمة، مثل ألبوم بِلود فلاور)، حيث قام أندردوج بتعديله وتوزيعه من جديد (من هجوم هائِل) للفيلم الأمريكي (مختل أمريكي) والذي تمّ إنتاجه عام 2000 "

### السنوات الأخيرة (1999-2009)
مع ألبوم واحد مُتبقي في عقد التسجيل وردة الفعل التُجارية لأغنية «مزاج واسع مُتقلب» وعمليات تجميع الأغاني المُتفردة التي قام بها غالور، اعتبر سميث كل هذا مؤشرًا على نهاية ذا كيور مرةً أخرى وأن نهايتها وشيكة؛ لذلك أراد إنتاج ألبوم يعكس الجانب الجِدّيّ من الفرقة. فتمّ إنتاج الألبوم الألماني المُتميز بلود فلاور عام 2000 بعد تأخير لنشره استمر عامين (منذ عام 1998). وِفقًا ل سميث، فإن الألبوم كان في المركز الثالث على مستوى الأغاني الثُلاثية بجانب بورنوغرافي وأغنية ديسنتجريشن. كما استمرت الفرقة في مُباشرة عملها في جولة الأحلام والتي استغرقت تسعة أشهر، حيث حضرها ما يقرب من مليون شخص على مستوى العالم. وفي عام 2001، تركت ذا كيور التعامل مع شركة فيكشن وأنتجت «أفضل الأغاني الناجحة» على هيئة ألبوم واسطوانات، حيث عرضت موسيقى الفيديوهات لعدد من الأغاني الكلاسيكية التي أنتجتها الفِرقة. وفي عام 2002، كانت الفرقة تحت عنوان «أكبر مهرجان صيفي رقم 12»، حيث قامت بتقديم ثلاث حفلات موسيقية خلال المهرجان (واحد في مدينة بروكسل، واثنين في برلين). خلال تلك الحفلات قامت الفرقة بأداء ألبوم بورنوغرافي وديسنتجريشن وبلود فلاور. أمّا الألبومات التي تمّ أدائها في برلين، فقد تمّ طبعها على أسطوانات مثل ثلاثية ذا كيور عام 2003.
وفي عام 2003، غنّت ذا كيـور مع جيفين وهي شركة إنتاج موسيقية، أصدرت الفرقة أربعة أقراص تسجيل جديدة عام 2004 قائِمة على تسجيلاتها السابقة مع شركة فيكشن للتسجيلات تحت عنوان "ربط النِقاط بعضها ببعض: التي ليست ذات أهمية والنادرة، 1978-2001 (ذا فيكشن ييرس). تحتوي تلك المجموعة على 17 أغنية من ذا كيور وبعضها لم يسبق إصدارِه مُطلقًا، وكِتاب صور ذو 76 صفحة مطبوع بالألوان، التاريخ واقتبسات، وخلفية على الغُلاف الخارجي للكتاب. احتل الألبوم رقم 106 على لوحة الإعلانات وقائمة الجداول لأفضل 200 ألبوم. أصدرت الفرقة ألبومها الثاني عشر عام 2004 والذي هو باسم ذا كيور أون جيفن، الذي أنتجه روس روبينسون. كان في قائمة أفضل عشر ألبومات على كلا الجانبين من المُحيط الأطلسي في يوليو عام 2004. ولتعزيز الألبوم كانت الفِرقة تحت عنوان وادي كوتشيلا الموسيقي ومهرجان الفنون في شهر مايو. ومن يوليو إلى أغسطس، كانت الفرقة تحت عنوان «حفلة كريوسا الموسيقية» لشمال أمريكا، ولكن عدد الحضور كان أقل من المُتموقع، مازالت كريوسا واحدة من أكثر الحفلات الناجحة على مستوى حفلات مهرجان الصيف الأمريكي لعام 2004. وفي نفس العام تمّ تكريم الفرقة وحصولها على جائِزة أيقون إم تي في في حضور تليفيزيوني مميز بحضور مارلين مانسن.
في مايو 2005، تمّ طرد روجر أودونيل وباري بامونت من الفرقة؛ حيث زعم أودونيل بأن سميث قد أعلمه بأن قد قلّص عدد الفرقة لتكون فرقة ثلاثية. فقال أودونيل سابقًا بأنه قد اكتشف مواعيد رحلات الفرقة والتي ستعقدها في المستقبل على موقع أحد مشجعِي الفرقة، وأضاف قائلًا إنه لمن المُحزن أن أكتشف بعد ما يقرب من عشرين عامًا الطريقة التي فعلتها، ولكن بعد ذلك كان عليّ أن لا أتوقع أكثر من ذلك ولا أقل!" فقد قام أعضاء الفرقة المتبقيين بها - سميث، وغالوب، وكووبر- بالعديد من التسجيلات كفريق ثُلاثي قبل أن يتم الإعلان عنها في يونيو، بأن بورل ثامبسون سيعود لحضور عرض مهرجان الصيف 2005 والتي ستقيمه الفرقة. هذا بالإضافة إلى إعدادهم المسرح للتمثيل في لايف 8 بباريس في الثاني من يوليو. مؤخرًا من هذا العام، قامت

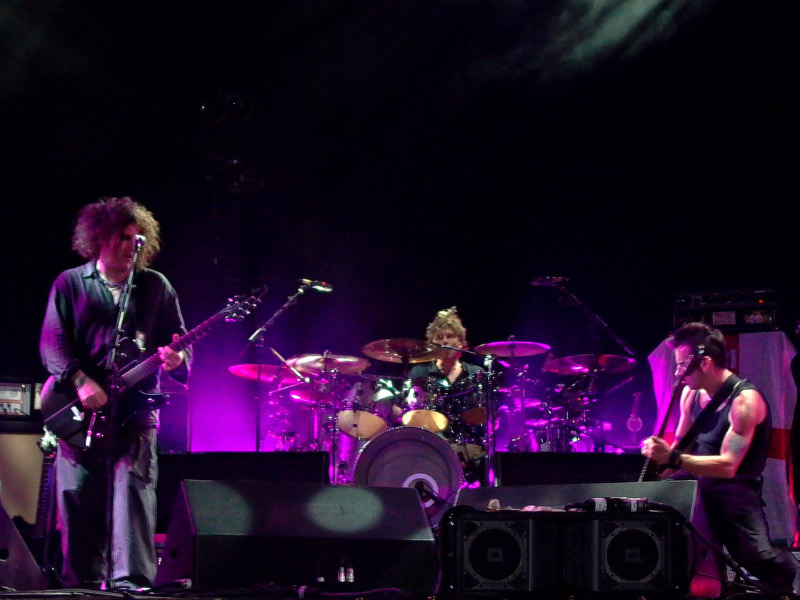
ذا كيور أثناء حفلة موسيقية عام 2004. من اليسار إلى اليمين روبرت سميث، وجاسون كووبر، وسيمون غالوب.

الفرقة بتسجيل بعض أغاني جون لينون مثل أغنية «الحب» لألبوم منظمة العفو الدولية الخيرية لنفتعل بعض الضوضاء. كان قابلاً للتحميل من على شبكة الإنترنت من موقع مُنظمة العفو الدولية، على الرغم من إصدار الألبوم على أقراص مضغوطة (أسطوانات) عام 2006. وفي غُرة شهر إبريل ظهرت ذا كيور في قاعة ألبرت الملكية نيابة عنتين آج كنسر تراست. فقد كان ذاك هو عرضهم الوحيد حتى نهاية العام. وفي ديسمبر كان هناك اسطوانات للفرقة تحت عنوان ذا كيور: مهرجان 2005، يشمل 30 أغنية قاموا بأدائِها خلال رحلة مهرجان 2005.
بدأت ذا كيور في كتابة وتسجيل محتويات ألبومهم الثالث عشر عام 2006. بدأ سميث في تأسيسهِ أولاً كألبوم ثُنائِي. أعلنت ذا كيور في اللحظة الأخيرة عن تأجيلها لرحلة الخريف إلى أمريكا الشمالية في أغسطس لاستمرار العمل على الألبوم، وإعادة جدْوَلة المواعيد ليكون ربيع عام 2008. كما تمّ إصدار ألبوم في أكتوبر 2008 تحت عنوان 4:13 حلم. أطلقت المجموعة أربعة أغاني منفردة وتسجيلات إي بي- الوحيد والمَعْتُوه ولتنم عن موتِي والشاب المِثالي وحالة ثبات عميق كان يتم عَرْضهم في الثالث عشر من كل شهر، وفي الشهور التي كان يتم إطلاق تلك الألبومات خلالها. كما حصلت ذا كيور على جائزة إن إم إي لـ عبقرية الأداء المُتكامل.

### الجولات المُوسيقية الثلاثية والسنوات الحديثة (2010_الوقت الحاضر)
قامت الفرقة بتسجيل أول ثلاث ألبومات لها داخل الاستوديو عام 2011 كان لهم عرضين في سيدني. فأظهرت هذه الانعكاسات تميز أودونيل ولول تولهارست على نحوٍ ملحوظ، كان يلعب كلاً منهما على لوحة المفاتيح والألآت الموسيقية. تَغَيّب بورل تومابسون عن الفرقة والأداء فترة. من المُقرر إصدار تلك العروض

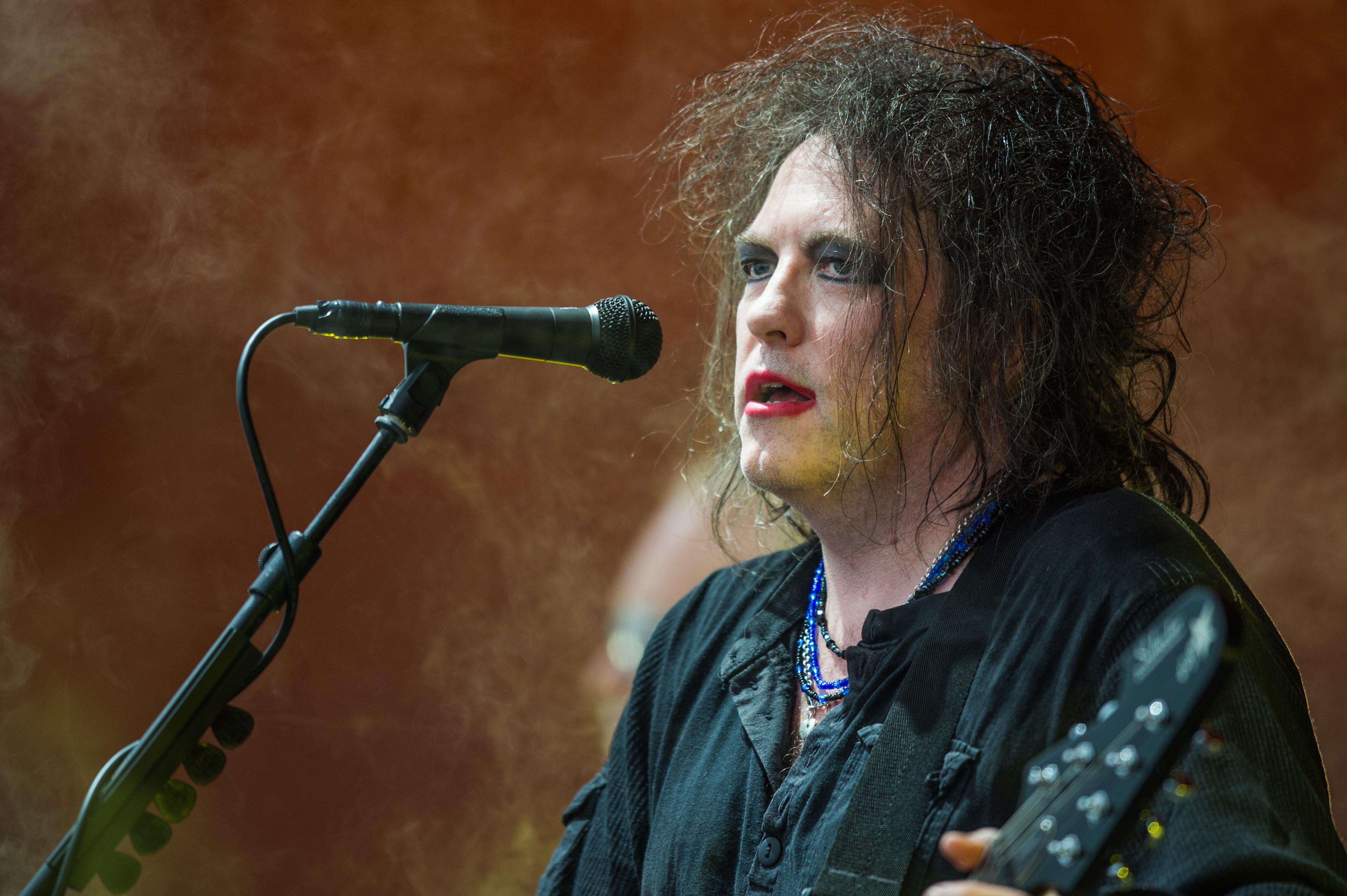
أداء ذا كيور بمهرجان مدينة Roskilde عام 2012

على أقراص أسطوانات في 2012. فيما بعد كانت الفرقة تحت عنوان بستيفال والذي قاموا بتسجيله وإطلاقه مثل ألبوم بستيفال لايف 2011 «مهرجان موسيقي لمدة أربعة أيام». انضم روجر أودونيل للفرقة مرة أخرى على المسرح. وفي الحادي عشر من سبتمبر 2011، أعلن روجور في صفحته الشخصية على الفيس بوك بأنه قد انضم رسميًا للفرقة. أعلنت الفرقة سبعة عروض انعكاسية أخرى، عرض في لندن، وثلاثة في مدينة نيويورك، وثلاثة في لوس أنجلوس. وفي 27 من ديسمبر، تم الإعلان عن ترشيح الفرقة للتتويج عام 2012 كفرقة ثلاثية في الصالة الفخرية للروك آند رول.

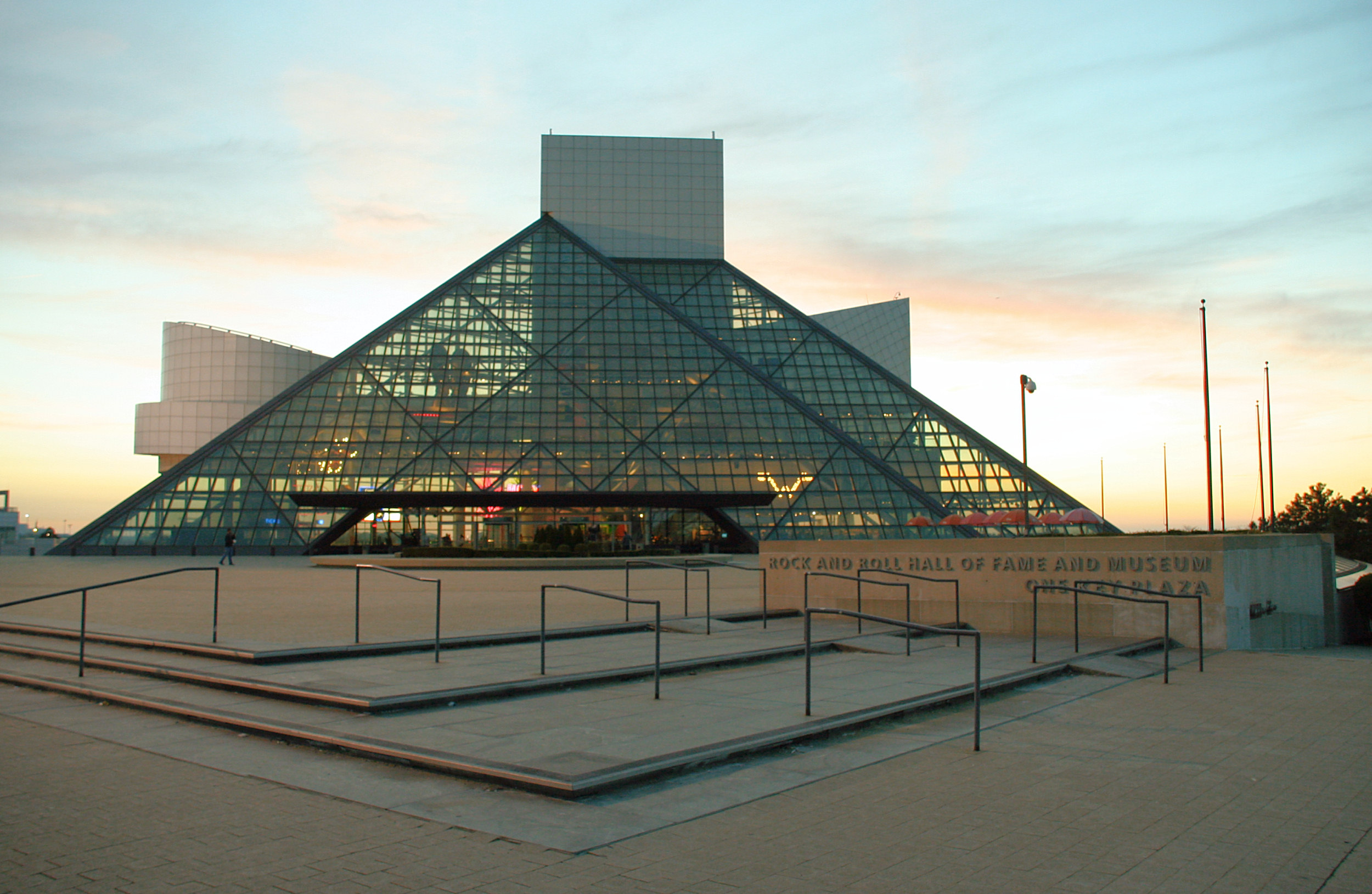
الصالة الفخرية للروك آند رول والتي تمّ ترشيح الفرقة للتتويج بها عام 2012 كفرقة ثُلاثية.

في شهر مارس 2012، نشرت جريدة إن إم إي مقالاً يُفصح عن الاسم الذي ستتخذه ذا كيور في سلسلة مهرجنات الصيف الموسيقية عبر أوروبا، بما في ذلك مهرجنات القراءة. صرّح سميث قائِلا بأن الفرقة مؤخرًا كانت بلا عقود تسجيل وأنه "ليس لديه أدنى فِكرة" متى سيبدأون في تسجيل الإصدار التالي للفرقة أو التجهيز له. واستأنف حديثة قائلًا «لقد استمرينا لفترة طويلة ولا أشعر بأي تشجيع للاستفادة من كل شيءطوال الوقت، فعلى الرغم من اتِخاذنا لعناوين كثيرة لكل مهرجان أوروبي، لن يكون لدينا شيء آخر لنقدمه أو نصدره للجمهور»." أما وسائل الإعلام التي أصدرت تقاريرها عقب هذا المقال، فقد اقتبست منه استنتاجها بأن الفرقة قد استبعدت تسجيل أي مواد جديدة.
وفي 1 مايو، عقب شهورالتكهنات تلك، أكدّ بورل تومبسون، والذي يعرف الآن باسم بيرل، عبر«تشين فلاور» بأنه لم يعد مع الفرقة واعتذر لمشجعيه الذين تملّكهم القلق عند اتخاذه لذلك القرار. قائِلاً «أعمل الآن على سلسة من مشاريع كثيرة...المجوهرات، والموسيقى، والفن، ومجموعة مشاريع أُخرى عبر وسائِل الإعلام. مزال الرسم يجري في دميوحالتي الذهنية أفضل الآن مما كانت عليه لوقتٍ طويل». استأنفت ذا كيور عملها وبدأت في جولتها التاسعة عشر من مهرجنات الصيف الأوروبية في السادس والعشرين من مايو. استهلت ذا كيور ذلك بمهرجان بينكبوب، وانضم إليهم في مشروع سي أوو جي إي إس إم عازف الجيتار السابق ريفيس غابريل مساهمًا في المشروع. وفي نفس اليوم، أُعلن بأن غابريل سيعود لقضاء الفترة المتبقية من الجولة مع الفرقة، ولكن هذه المرة سيكون عضوًا أساسيًا. أطلعنا غابريل فيما بعد عن تقرير روبرت سميث قائِلاً أنه قد وصل إليه عن طريق البريد الإلكتروني في أواخر شهر إبريل ليسأله إذا كان متفرِغًا في الصيف أم لا، فأعلمه باحتياجه إلى مُعاون في الفرقة ليكون عازف القيثارة. قامت الفرقة بعرض خمس مقاطع موسيقية أثناء رحلتها الصيفية والتي يُمثلها روبرت سميث، وسيمون غالوب، وروجور أودونيل، وجاسون كوبر، وريفيس غابريل. اشتملت على عناوين تمّت الإشارة إليها في مهرجانات القراءة ومهرجانات ليدز عام 2012، وانتهت في أيرلندا في واحد سبتمبر تحت عنوان نُزهة إلكترونية. بعد أن انتهت ذا كيور من عرضها الموسيقي عام 2012 والذي شمل أجزاء كثيرة من أوروبا، وأيضًا عرض أمريكا اللاتينية، والتي استحسنها الكثيرون، لذا بدأوا يحثون على العودة وزيارة الأرجنتين بعد 26 عام (فحنث روبرت سميث يمينه بعدم الذهاب هناك مرة أخرى للعزف في تلك الدولة) وبدأت ذا كيور رحلتها العظيمة حول العالم تحت عنوان مهرجانات عظيمة حول شمال أمريكا وأسيا.
دفعت ذا كيور مبلغًا من المال لبول مكارتني على ألبوم غنائي تحت عنوان فنّ مكارتني، والذي تمّ إصداره في 18 نوفمبر 2014. كان هدف ذا كيور هو أن تُغطي أغنية فرقة الروك آند رول البريطانية البيتلز والتي هي باسم "مرحبا وإلى اللقاء"، وقد حدث ذلك بالفعل، فقد كانت أدوار الفرقة موّزعة كالآتي: عازف لوحة المفاتيح وبعض المقاطع الموسيقية، جيمس مكارتني والذي والده بول. كما استعان جيمس بفيديو الفرقة لتسجيل أغنية تم إطلاقها في التاسع من سبتمبر 2014 على هيئة فيلم سينيمائي في استوديو برايتون الكهربائي بمدية برايتون شرق ساسكس، إنجلترا. كما تناول روبرت سميث أغنية مكارتني «سي مون» في أسطوانات هذا الألبوم.
في العاشر من نوفمبر عام 2015 أعلنت ذا كيور باستعدادها لمباشرة عملها في 26 من هذا الشهر الجاري من خلال السفر في جولة موسيقية إلى شمال أمريكا حيث تشتمل على عروض موسيقية ستقوم بأدائها في بعض المدن بعد غياب دام قُرابة عقد من الزمان. وِفقًا للبيان الصحفي الذي تم إصداره، فإن تلك الجولة تشتمل على جميع أغاني ذا كيور السابقة خلال الـ 37 عامًا الماضية، فسيتم عرضها كخليط من الأغاني المحبوبة، والأكثر نجاحًا، والنادرة، والمفضلة وأيضًا بعض المقاطع الموسيقية التي لم يتم إصدارها بعد أثناء مراحل الإنتاج. فقد حرصت الفرقة على إعدادهم وتنظيمهم جيدًا في خريف 2016 للعرض في جميع أنحاء أوروبا انتهاءً بثلاث حفلات موسيقية في لندن على مسرح ويمبلي.[بحاجة لمصدر]

## النمط الموسيقي

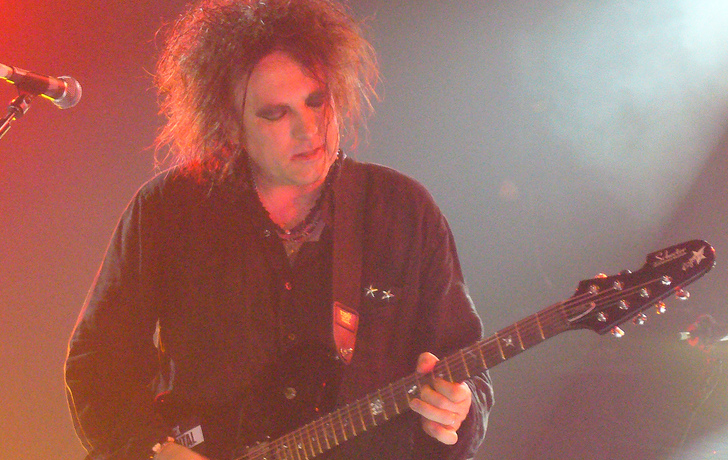
حفلة سينغافورة عام 2007

كان الغوثِك روك هو الشيء الدائم الذي يميزها عن غيرها من الفرق؛ حيث نُظر إليهم على أنهم فِرقة من الفرق المتميزة بأدائِها العالي. فعلى الرغم من رفض الفرقة أن تخضع تحت تصنيف معين، وتحديدًا كفرقة غوثيك كروك، قال روبرت سميث عام 2016 «إنه شيء تافه ومثير للشفقة عندما ترمز لذا كيور بأنها فرقة غوثيك روك! وأضاف قائلًا لسنا قابلين للتصنيف أو أن يُطلق علينا أي مُسمى. ولتفترض أننا كنا فرقة روك صاخب عندما ظهرنا لأول مرة، ولكن الآن بصفة عامة مستحيل [...] أعزف فقط موسيقى ذا كويور (العلاج)، مهما كان نوعها.» كما عبّر سميث عن كرهه الشديد ونفوره من الغوثيك روك. فوصفها بأنها مملة وكئيبة للغاية. فلحنها حقًا حزين! وإذا أرددت نموذج مِثالي يُعبر عن الموسيقى الملكية المملة والكئيبة، إليك الغوثيك روك!«كما أنتجت ذا كيور أيضًا عددًا من الأغاني المُبهجة التي تبعث السعادة.» كانت ذا كيور دائمًا أو أحيانًا من الفرق التي لا تُجيد الغناء، حتى سميث [...] فقد كان منغمسًا في أحزان الغوثيك روك أو الحلوى القُطنية اللزجة مما جعله يزيل أحمر الشفاه بغتة بأيدي متسخة غير نظيفة.
كانت أول سمات ذا كيور الموسيقية مدرجة كالآتي "سائدة، خطوط الإيقاع الموسيقية، كثير التذمر، موسيقى مخنوقة، وعازف قيثارة مهووس بالوجود، اليأس الأدبي" بدأت معظم أغاني ذا كيور بأداء سميث وغالوب. قام كلاً منهما بتسجيل أشرطة موسيقية في المنزل ثم يحضرونها بعد ذلك للأستديولأجل التعديل والإضافة عليها. قال سميث "أعتقد أنه كان في عام 1992 عندما كان يتحدث الناس عن موسيقى (ذا كيور) فإنهم كانوا يعنون بذلك الأغاني القائمة على الأوتار البيس السداسية والجيتار اليدوي وصوتي، بالإضافة إلى صوت النغمات التي تنتجها سولينا، وعلى رأس كل هذه الأساسيات تأتي طبقات سامية من القيثارة "سينثيسايزر" وهو جهاز يصدر الأصوات إلكترونيًا. أما عن لوحة المفاتيح الموسيقية فقد أصبحت مقترنة بصوت الفرقة منذ أغنية سبعة عشر ثانية. وقد ازدادت أهميتهم مع الآلات الموسيقية واستخدامها الواسع خاصة عند تسجيل أغنية ديسنتجريشن. فعند غياب أودونيل ما بين عامي 2005 و2011، لم يكن هناك استخدام للوحة المفاتيح الموسيقية على الإطلاق أثناء تقديم عروضهم المُباشرة. كما لم يكن استخدامها بارز ومميز في ألبومهم 4:13 حلم عام 2008.

## الفيديوهات الموسيقية
كانت توصف فيديوهات الفرقة الموسيقية في المرحلة الأولى من إنشائها بأنها «أعمال بغيضة» كما تمّ سبهم وإهانتهم كثيرًا بسبب جودتهم الفقيرة تلك في الفيديوهات الموسيقية، تحديدًا من الفرقة نفسها. فقال لول تولهارست، «لم نكن ممثلين وشخصياتنا لم تتوافق وتتماشى مع الفيديوهات.» أما الفيديو الخاص بأغنية «لنذهب إلى الفراش» فقد كان أول تعاون وتنسيق للفرقة مع تيم بوب، كما أضاف المدير عنصر هزلي لفيديوهات الفرقة؛ أعتقد أن هذا القول عليهم كان هناك دائمًا، ولكن لم يتم كشف الستار عنه مُطلقًا.
يتولى بوب إدارة فيديوهات الفرقة، والتي أصبحت مرادفًا للفرقة الآن؛ فكلاهما يدل على الآخر. وتوسعت قاعدة جماهيرهم ومشاهديهم في الثمانيات 1980. وضّح بوب سبب استمرار عمه مع الفرقة قائِلا: "ذا كيور ما هي إلا فرقة جوهرية كي يعمل منتج أفلام معها حيث يفهم روبرت سميث خبايا الكاميرا حقًا. وأغانيه سنيمائية جدا، أُعني أن هناك الفُكاهة والحماقة في آنٍ واحد، ولكن كل هذا كان لسبب وهو الخوف من الهواجس النفسية الخاصة بسميث أيضًا الخوف من الأماكن المُغلقة.

## التُراث
كانت ذا كيور واحدة من أوائِل الفرق البديلة والتي حققت نجاحًا باهرًا على المستويين: التجاري وقائمة الأغاني الناجحة هذا العصر قبل أن تقتحم فرقة الروك آند رول البديلة الاتجاه السائد هذا وتقضي عليه عام 1992، فأعلنت مجلة إن إم إي بأن ذا كيور كانت في الثمانيات عبارة عن آلة ناجحة" (من 19 حتى الآن) كان ذلك ظاهرة طبيعية، نعم أفضل فرقة بديلة ناجحة. نُقل عن مُغني فرقة انتربول الرئيسي بول بانكس "ذا كيور هي الفرقة التي يمكن أن يقول عنها كل عضو في انتربول بأن لها تأثير عميق عليه." عندما كنت صغيرًا كنت أستمع إلى أغانيهم كثيرًا. وفي الحقيقة قد اكتسب كارلوس أيضًا مهارته من هذه الفرقة نتيجة لتأثيرها الإيجابي عليه من خلال عزفه على البيس جيتار ولوحة المفاتيح الموسيقية. ذا كيور وعازفيها بالنسبة لي ما هم إلا أسطورة خرافية. كما كان لذا كيور تأثير على فرقة ذا سماشينج بامبكينز. أطلق عازف الفرقة والمعروف باسم بيلي كارجون على ذا كيور اسم "صاحبة التأثير الأوّلِي"، كما وصف قارع الطبلة مايك بيرن نفسه بــ "أشد معجبي ذا كيور".
هناك العديد من مراجع ذا كيور وموسيقاتها والتي تمّ إدخالها على الثقافة الشعبية. كما استخدمت العديم من الأفلان عناوين أغاني الفرقة كعنوان لها، بما في ذلك الأولاد لا يبكون أبدًا (فيلم) (اسم أغنية واسم فيلم) عام 1999 وتمامًا مثل الجنة عام 2005. أما عن الصورة الكئيبة والمُشينة التي اكتسبتها ذا كيور فقد كانت مصدرًا للمحاكاة الساخرة من الفرقة في بعض الأحيان. في السلسلة الثانية من ذا مايتي بوش، القمر كان يُغني (أحب القِطط). وفي نفس سلسلة الأحداث تلك كان هناك مُثبت الشعر الرائع، وعصير مُجفف؛ كان يُقال أنه أفضل مثبت شعر على الإطلاق للرجال. فقد تمّ صُنعه من دموع روبرت سميث. كانت كليبات «تجربة زواج البيت الأبيض» قصيرة ومختصرة ولكنها كانت متميزة في دور العرض؛ كمؤديين أغاني كوميدية إيقاعات متنوعة عزّزت من أدائهم مثل أداء ذا كيور بأسلوب عابس حزين في بعض العروض. ظهر روبرت سميث في سلسلة الأحداث الأخيرة «تجربة زواج البيت الأبيض» مغنيًا «أخذت الشمس قبّعتي» قبل أن يلْكم شخصية راي (والتي كان يلغب دورها روبرت نيومان) حيث كان ينطق شعار راي «أوة لا، يالها من كارثة شخصيّة!!» فعلى الرغم من عدم كونها مُحاكاة ساخرة، إلا أن سميث كان مصدر إلهام لشخصية الفيلم الرئيسية والذي هو لعنوان «لابد وأن يكون هذا هو المكان». كما كان سميث أيضًا مصورًا في سلسلة أحداث ساوث بارك فقد كان يؤدي هو الأصوات الخلفية بنفسه، حيث كان يتم تحويلها إلى أصوات مُرعبة في موثرا (وحش من وحي الخيال) ومعركة ميكا-سترينسيد لإنقاذ الموقف. فيما كان يغادر سميث صرخ كايلي، «ديسينتجريشن هو أفضل ألبوم على الإطلاق!!» فقُدرت عدد الألبومات التي باعتها الفرقة إلى ما يقرب من 27 مليون ألبوم اعتبارًا من عام 2004.

## قائِمة التسجيلات الموسيقية لذا كيور

### الألبومات التي تمّ تسجيلها داخل الأستديو
- ثلاثة أولاد خياليين عام (1979)
- سبعة عشر ثانية عام (1980)
- إيمـان عام (1981)
- بورنوغرافـي عام (1982)
- ذا توب (القمة) عام (1984)
- الرئيس على الباب عام (1985)
- أعطني قبلة أعطني قبلة عام (1987)
- ديسنتجريشن عام (1989)
- أمنيـة عام (1992)
- مزاج واسع متقلب عام (1996)
- بلود فلاور (زهور دامية) عام (2000)
- ذا كيور عام (2004)
- 4:13 حلم عام (2008)

### الأعضاء
يصطف بالوقت الحالي طاقم عاملي ذا كيور كالآتي:

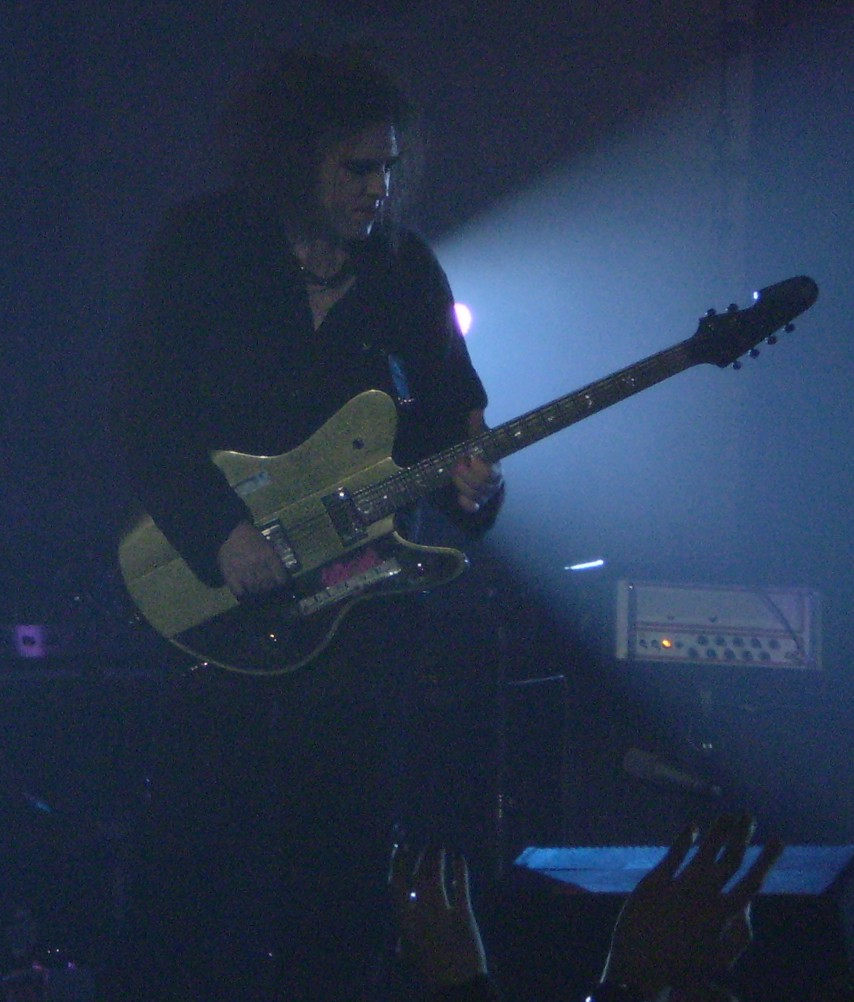
روبرت سميث - مُغني الفرقة الرئيسي، عازف القيثارة، قيثارة البيس ذات الأوتار السداسية، لوحة المفاتيح الموسيقية (1976- حتى الآن).
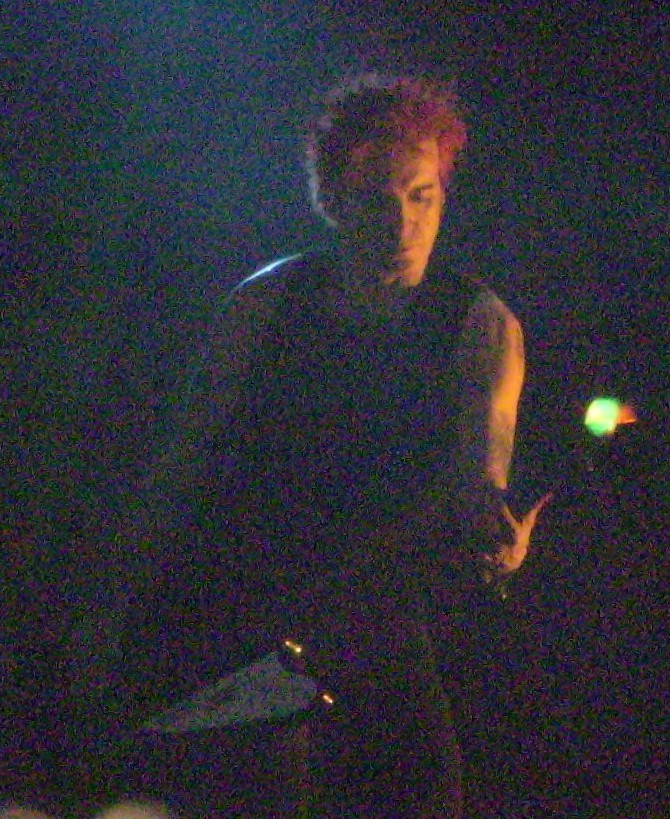
سيمون غالوب - عازف البيس جيتار، لوحة المفاتيح الموسيقية (1979-1982, 1985-حتى الآن).
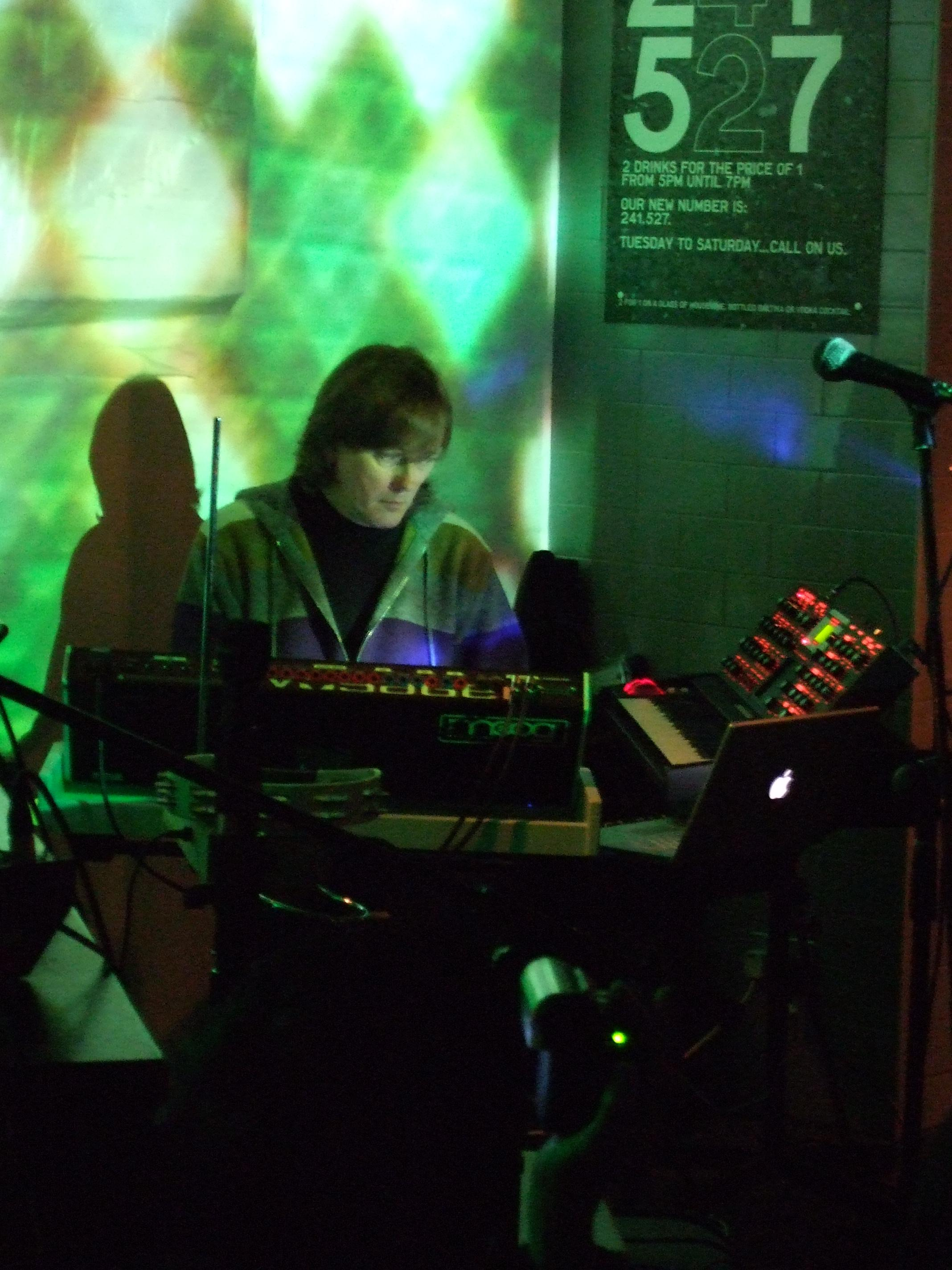
روجر أودونيل - لوحة المفاتيح الموسيقية (1987-1990, 1995-2005, 2011-حتى الآن).
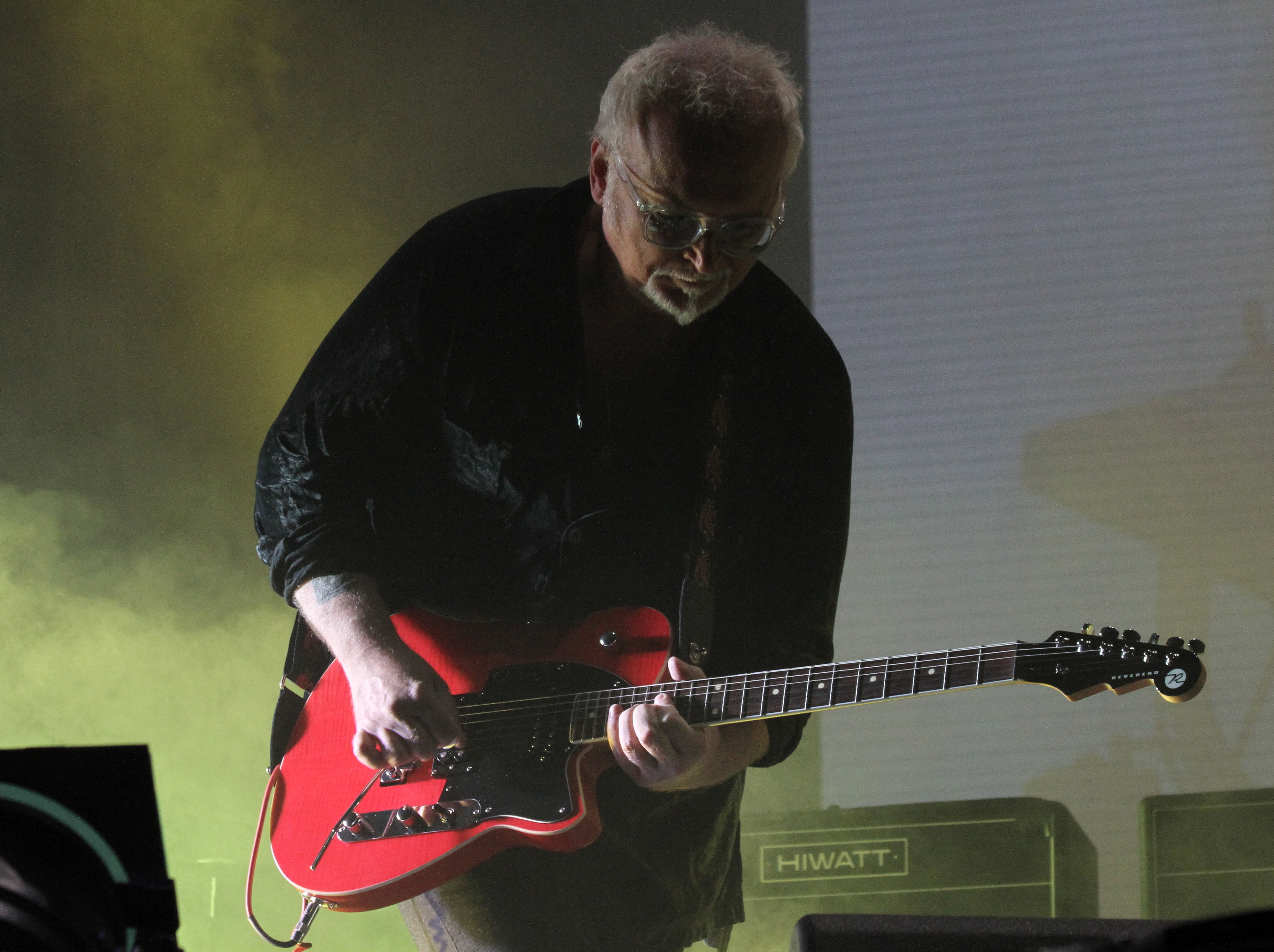
ريفيس جابريلز - القيثارة، قيثارة البيس ذات الأوتار السداسية (2012- حتى الآن).
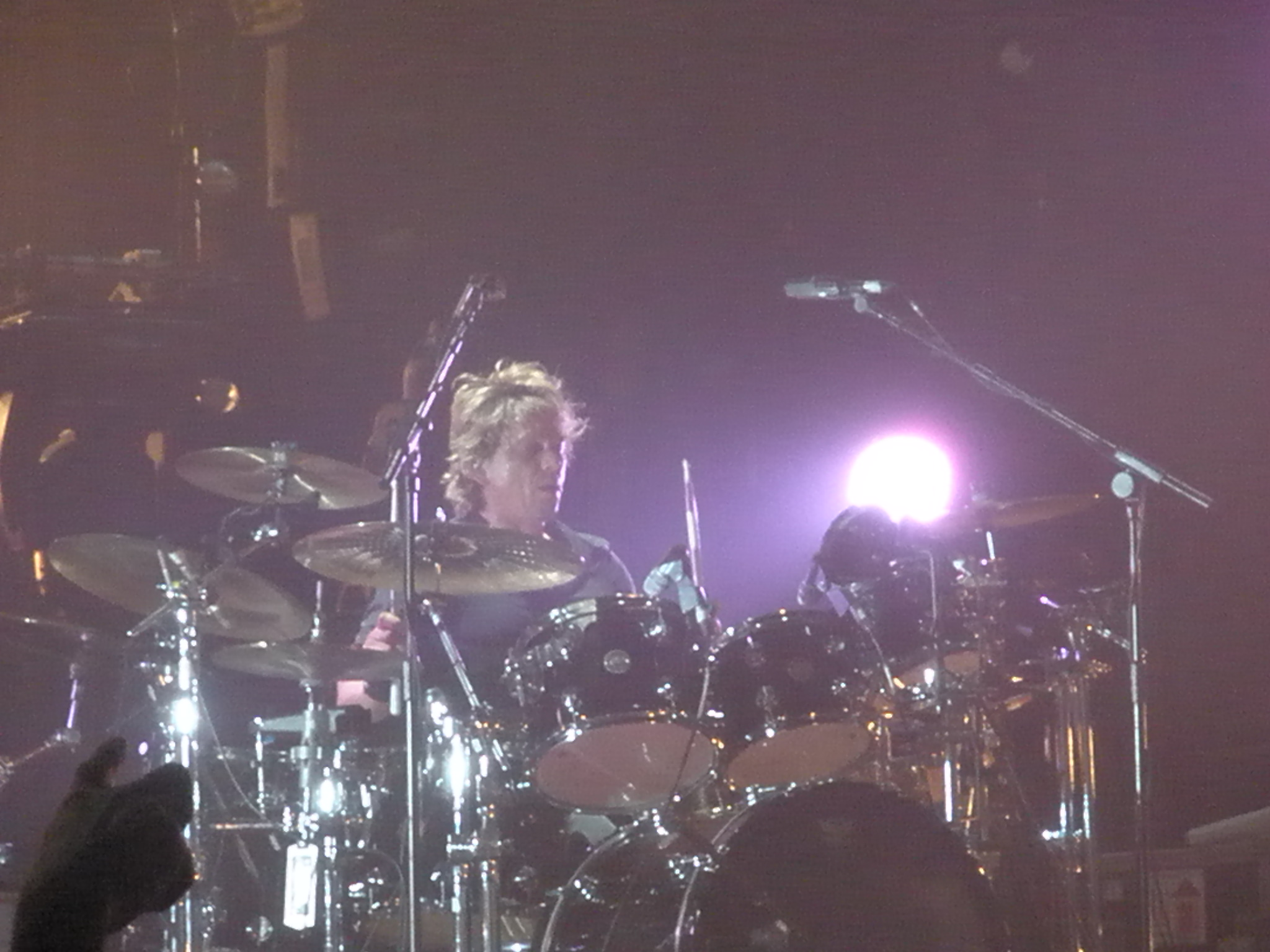
جاسون كوبر - الطبول، الإيقاع (1995- حتى الآن).